# 不淫
不婬（ふいん、英: celibacy、羅: caelibatus）とは自発的に独身でいること、または性的に禁欲すること、またはその両者であり、多くの場合宗教的な理由による

。これはしばしば宗教内における公的な立場や献身と関係する。狭義においては celibacy という語は、宗教上の誓いや、放棄、および信念に基づく独身者のみに用いられるが、広義には単に性的な禁欲を意味するものとされる。

## 概要
不淫の習慣は、様々に形を変えて歴史上見られ、これに対する見方も様々であった。ユダヤ教はこれに強く反対していた。同様に古代ローマ人もこれを異常な行動とみなし、ウェスタの処女を除き法的に禁錮刑を設けていた。中世のキリスト教、とりわけカトリックにおいては不淫が、教会内の公的な立場の前提と考えられていた。プロテスタントは西洋におけるこの潮流に反対し、正教会はそのような立場を取ることはなかった。イスラム教の立場は複雑であり、ムハンマドはこれを非難しているにもかかわらず、一部のスーフィーはこれを称揚している。
古代ヒンドゥー教徒の文化では社会的責任を果たした後の人生においては、禁欲と不淫が推奨された。ジャイナ教や仏教はこの影響を受けているが、仏教においては地域による差が大きい。例えば、儒教・道教がこれに反対する中国では広く受け容れられなかった。また、神道の伝統が反対し中国仏教の影響の強い日本でも似た状況であった。
ほとんどのアフリカ、およびアメリカ先住民の宗教でも不淫は否定的に見られていたが、メソアメリカの戦士に見られるような一時的な不淫の実践も行われていた。
『魏志倭人伝』など、中国で晋から唐代前期に書かれた多くの正史の日本に関する記述部では、日本の女性について「婦人不淫不妬忌（婦人は淫らではなく嫉妬もしない）」と評している。これは3世紀から7世紀の文人が巷に蔓延する「淫婦」や「妬婦」を嘆き、遠く離れた地に理想の男女関係を想像したと考えられる。

## 語源
英語における celibacy はラテン語で未婚を意味する caelebus から生まれた独身状態を意味する caelibatus による。この語はインド・ヨーロッパ祖語の*kwailo-「独りで」と*lib(h)s-「暮らす」から生まれたと考えられている。

## 仏教における不婬
仏教における不婬戒は大乗仏教、上座部仏教ともに長い歴史を持っている。釈迦によって全ての比丘、および比丘尼は不淫戒を守るよう定められている。ただし、鎌倉時代に正式な戒律が失伝し、日本においては守られていない。鎌倉時代でも一応、僧が不婬戒を守ることが理想とされていたが、破戒僧が後を絶たず、浄土真宗のように教義上妻帯を認める宗派も出現した。江戸時代の『戒律復興運動』によって、中国から隠元の来日を始めとして多数の努力によって「具足戒」が伝えられ、一時的には不淫戒も復興を見たが、後に明治政府によって富国強兵の政策を背景に「政教一致」の立場から、明治5年（1872年）太政官布告第133号により、僧の婚姻が法的に認められた。しかし、戦後は「政教分離」の原則に基づき、先の太政官布告は破棄されて、僧が妻帯を行う根拠は消失した。ただし、現在の日本では「僧侶」は職業化・家業化しており、仏教的な存在としての三宝における僧を指すものではなく、実際に9割の「僧侶」が妻帯していると言われている。。

## キリスト教における不淫
ユダヤ教では聖職者の結婚が認められており、初期のユダヤ人キリスト教徒の間では一般に、性的なことがらは肯定的に受け止められていた。イエス自身もあまり否定的には語っていない。当時のユダヤ社会の習慣では、万人が若いうちに結婚することとされていた。ペトロやパウロも結婚している。
敬虔なキリスト教徒は終末がまもなく訪れると信じて、新たに家族や子供を持つことは無意味であると考えており、これがパウロが結婚と独身をともに推奨しながらも、独身が好ましいとした理由である。パウロは肉欲を克服することの重要性を説いており、独身をより優れたものとみなしていた。
3世紀頃、砂漠で暮らす大アントニオスや他の隠者たちの生活が多くの賛同者を惹きつけるようになり、キリスト教の発展に大きな影響を与えた。彼らは極度の禁欲生活を営んでおり、豊かな食事、入浴、休息などすべての感覚的な喜びを拒否していた。不淫に関する初めての教会会議による記録は306年のエルビラ会議において定められた、聖職者は結婚の有無を問わず、配偶者との肉体的接触を避けるという教会法である。
しかし、このような初期の規定は普遍的でなく、しばしば聖職者による拒絶のため撤回された。
345年のチャンクラ会議は誤った禁欲主義によって、信者が妻帯の聖職者に司式された祝福を拒否することのないよう非難した 。有名な司教シュネシオスの手紙は、聖職者の結婚における個人の意思の尊重と同時代における独身の推奨の証拠である。司祭や助祭の結婚は広く行われていた。
1139年の第2ラテラン公会議において、全教会における上級聖職者（助祭以上）の婚姻の絶対的な禁止を定めた初の成文法が成立した。
一部の聖職者の独身が1123年の第1ラテラン公会議で要求されたが、聖職者が抵抗していたため、第2ラテラン公会議およびトリエント公会議で再度宣言されたものである。
地域によっては、この法の執行において聖職者の妻子への拷問と奴隷化が行われた。
司祭における独身の義務化は今日でも議論のある問題である。司祭の独身義務は聖母の被昇天のような教義ではなく、ミサでの現地語の使用や四旬節の断食のような規則である。
このため原理的にはいつでも変更可能な事柄だが、変革が起きるまではカトリックでは従う必要がある。

## イスラム教における不淫
イスラム教の不淫に対する立場は複雑である。ムハンマドはこれを非難しているにもかかわらず、一部のスーフィーはこれを称揚している。イスラム教は不淫を推奨しておらず、不倫や婚前交渉を非難している。イスラム教では結婚が神との接近の障害になるという考えを否定している。